# بنجامين برينر
بنجامين برينر (بالإنجليزية: Benjamin Brenner)‏ هو محامي وقاضي وسياسي أمريكي، ولد في 3 أغسطس 1903، وتوفي في 30 مايو 1970. حزبياً، نشط في الحزب الليبرالي لنيويورك. وقد انتخب عضو جمعية ولاية نيويورك.